# Урзічень
Урзічень, Урзічені (рум. Urziceni) — місто у повіті Яломіца в Румунії, що має статус муніципію.
Місто розташоване на відстані 53 км на північний схід від Бухареста, 59 км на захід від Слобозії, 134 км на південний захід від Галаца, 132 км на південний схід від Брашова.

## Населення
За даними перепису населення 2002 року у місті проживали 17 094 особи.
Національний склад населення міста:
| Національність            | Кількість осіб | Відсоток |
| ------------------------- | -------------- | -------- |
| румуни                    | 16562          | 96,9%    |
| цигани                    | 493            | 2,9%     |
| угорці                    | 11             | 0,1%     |
| українці                  | 3              | < 0,1%   |
| турки                     | 3              | < 0,1%   |
| татари                    | 3              | < 0,1%   |
| німці                     | 2              | < 0,1%   |
| росіяни-липовани          | 2              | < 0,1%   |
| греки                     | 2              | < 0,1%   |
| серби                     | 1              | < 0,1%   |
| болгари                   | 1              | < 0,1%   |
| не вказали національність | 2              | < 0,1%   |

Рідною мовою назвали:
| Мова                  | Кількість осіб | Відсоток |
| --------------------- | -------------- | -------- |
| румунська             | 16804          | 98,3%    |
| циганська             | 261            | 1,5%     |
| угорська              | 8              | < 0,1%   |
| російська             | 5              | < 0,1%   |
| грецька               | 3              | < 0,1%   |
| українська            | 1              | < 0,1%   |
| турецька              | 1              | < 0,1%   |
| татарська             | 1              | < 0,1%   |
| сербська              | 1              | < 0,1%   |
| не вказали рідну мову | 1              | < 0,1%   |

Склад населення міста за віросповіданням:
| Релігія            | Кількість осіб | Відсоток |
| ------------------ | -------------- | -------- |
| православні        | 16874          | 98,7%    |
| п'ятдесятники      | 89             | 0,5%     |
| римо-католики      | 43             | 0,3%     |
| адвентисти         | 14             | 0,1%     |
| лютерани           | 10             | 0,1%     |
| греко-католики     | 7              | < 0,1%   |
| мусульмани         | 3              | < 0,1%   |
| реформати          | 2              | < 0,1%   |
| атеїсти            | 2              | < 0,1%   |
| унітарії           | 1              | < 0,1%   |
| не вказали релігію | 3              | < 0,1%   |

## Зовнішні посилання
- Дані про місто Урзічень на сайті Ghidul Primăriilor [Архівовано 9 вересня 2012 у Wayback Machine.]